# Raúl Paz
Raúl Paz (San Luis, 1969) è un musicista cubano.

## Carriera
Inizia a studiare musica sin da piccolo all'Istituto Superiore delle Arti dell'Avana. Grazie all'ascolto delle radio americane scopre i Deep Purple, gli Led Zeppelin o Bob Marley, artisti che influenzeranno il suo stile fondendosi con la sua formazione in materia di musica classica.
Nel 1996 lascia Cuba per Parigi per studiare alla Schola Cantorum.  Nel 1999, partecipa al concerto della Fania All Stars al Zénith di Parigi e lì incontra Ralph Mercado, fondatore del marchio RMM, che gli propone di registrare il suo primo disco a Miami. Cuba Libre (ribattezzato Imaginate per il mercato americano), esce nel 1999 e vende quasi 100 000 copie. La stampa new-yorchese lo consacra "rivelazione maschile dell'anno".
La sua carriera inizia con il botto facendo diversi concerti negli Stati Uniti, ma le morti di Celia Cruz e di Tito Puente obbligano Ralph Mercado a chiudere la sua casa discografica e a terminare la collaborazione con Raùl Paz nel 2001.
Di ritorno a Parigi, firma un contratto con la casa discografica Naïve Records con la quale fa uscire Mulata nel 2003. Quest'album che miscela musica cubana, musica pop, hip-hop e riffs rock vende circa 60 000 copie.
Nel 2005, Revolución, album registrato all'Avana, negli studios Egrem, resta in linea con le sonorità di Mulata. 
Con En casa invece, album registrato nel 2006, Raúl Paz rivisita la musica della sua infanzia.

## Discografia
Albums
- 1999: Cuba Libre
- 2000: Blanco y Negro
- 2000: Contigo
- 2003: Mulata
- 2005: Revolución
- 2006: En casa
- 2007: En Vivo - CD-DVD Live
- 2010: Havanization

Singoli
- 2003: Mulata
- 2003: Mua mua mua
- 2005: Revolución
- 2005: Mama
- 2006: En casa
- 2006: Tú y yo
- 2010: Havanization
- 2010: Carnaval con Camille

## Links
- Raul Paz en concert au théâtre de Cavaillon (Photos : Patrick Denis - Mars 2007)